# Fußball-Verbandsliga Schleswig-Holstein 1992/93
Die Verbandsliga Schleswig-Holstein wurde zur Saison 1992/93 das 46. Mal ausgetragen und bildete den Unterbau der drittklassigen Oberliga Nord. Die beiden erstplatzierten Mannschaften durften an der Aufstiegsrunde zur Oberliga Nord teilnehmen. Die Mannschaften auf den drei letzten Plätzen mussten in die Landesliga absteigen.

## Vereine
Im Vergleich zur Saison 1991/92 veränderte sich die Zusammensetzung der Liga folgendermaßen: Keine Mannschaft war in die Oberliga Nord auf-, während auch keine Mannschaft aus Schleswig-Holstein aus der Oberliga Nord abgestiegen war. Die drei Absteiger hatten die Verbandsliga verlassen und wurden durch die drei Aufsteiger Wiker SV (Wiederaufstieg nach fünf Jahren), BSC Brunsbüttel (Wiederaufstieg nach sechs Jahren) und Bramstedter TS (erstmals in der höchsten Amateurliga Schleswig-Holsteins) ersetzt.
| Verein                   | Stadt          | Kreis                 | Qualifikation                      |
| ------------------------ | -------------- | --------------------- | ---------------------------------- |
| VfB Lübeck               | Lübeck         |                       | Meister 1991/92                    |
| VfB Kiel                 | Kiel           |                       | 2. Platz 1991/92                   |
| FC Kilia Kiel            | Kiel           |                       | 3. Platz 1991/92                   |
| TSV Pansdorf             | Ratekau        | Ostholstein           | 4. Platz 1991/92                   |
| SV Sereetz               | Ratekau        | Ostholstein           | 5. Platz 1991/92                   |
| Rendsburger TSV          | Rendsburg      | Rendsburg-Eckernförde | 6. Platz 1991/92                   |
| Heider SV                | Heide          | Dithmarschen          | 7. Platz 1991/92                   |
| Blau-Weiß Friedrichstadt | Friedrichstadt | Nordfriesland         | 8. Platz 1991/92                   |
| Itzehoer SV              | Itzehoe        | Steinburg             | 9. Platz 1991/92                   |
| VfR Neumünster           | Neumünster     |                       | 10. Platz 1991/92                  |
| Flensburg 08             | Flensburg      |                       | 11. Platz 1991/92                  |
| SV Friedrichsort         | Kiel           |                       | 12. Platz 1991/92                  |
| TSV Büsum                | Büsum          | Dithmarschen          | 13. Platz 1991/92                  |
| Wiker SV                 | Kiel           |                       | Aufsteiger aus der Landesliga Nord |
| Bramstedter TS           | Bad Bramstedt  | Segeberg              | Aufsteiger aus der Landesliga Süd  |
| BSC Brunsbüttel          | Brunsbüttel    | Dithmarschen          | Aufsteiger aus der Landesliga Süd  |

## Saisonverlauf
Die Meisterschaft und Teilnahme an der Aufstiegsrunde sicherte sich der VfB Lübeck. Als Zweitplatzierter durfte der Heider SV ebenfalls teilnehmen. Während Lübeck seine Gruppe als Sieger beendete und aufstieg, musste sich Heide der SpVgg Preußen Hameln geschlagen geben. Der BSC Brunsbüttel musste nach einer Saison wieder absteigen, der TSV Büsum nach fünf Spielzeiten. Blau-Weiß Friedrichstadt zog seine Mannschaft nach 16 Jahren in die Kreisliga zurück.

### Tabelle
| Pl. | Verein                   | Sp. | S  | U  | N  | Tore    | Diff. | Punkte |
| --- | ------------------------ | --- | -- | -- | -- | ------- | ----- | ------ |
| 1.  | VfB Lübeck (M)           | 30  | 25 | 3  | 2  | 089:230 | +66   | 53:70  |
| 2.  | Heider SV                | 30  | 19 | 5  | 6  | 065:310 | +34   | 43:17  |
| 3.  | Flensburg 08             | 30  | 15 | 9  | 6  | 051:390 | +12   | 39:21  |
| 4.  | Rendsburger TSV          | 30  | 15 | 6  | 9  | 054:440 | +10   | 36:24  |
| 5.  | TSV Pansdorf             | 30  | 14 | 7  | 9  | 057:330 | +24   | 35:25  |
| 6.  | VfB Kiel                 | 30  | 13 | 8  | 9  | 053:390 | +14   | 34:26  |
| 7.  | FC Kilia Kiel            | 30  | 12 | 9  | 9  | 050:410 | +9    | 33:27  |
| 8.  | Bramstedter TS (N)       | 30  | 11 | 10 | 9  | 050:380 | +12   | 32:28  |
| 9.  | VfR Neumünster           | 30  | 11 | 6  | 13 | 044:590 | −15   | 28:32  |
| 10. | SV Sereetz               | 30  | 11 | 5  | 14 | 050:580 | −8    | 27:33  |
| 11. | Wiker SV (N)             | 30  | 9  | 9  | 12 | 043:580 | −15   | 27:33  |
| 12. | SV Friedrichsort         | 30  | 10 | 4  | 16 | 045:570 | −12   | 24:36  |
| 13. | Itzehoer SV              | 30  | 10 | 4  | 16 | 048:620 | −14   | 24:36  |
| 14. | Blau-Weiß Friedrichstadt | 30  | 7  | 8  | 15 | 031:590 | −28   | 22:38  |
| 15. | TSV Büsum                | 30  | 5  | 5  | 20 | 027:680 | −41   | 15:45  |
| 16. | BSC Brunsbüttel (N)      | 30  | 1  | 6  | 23 | 025:730 | −48   | 08:52  |

| (M) | Staffelsieger der Verbandsliga Schleswig-Holstein 1991/92 |
| (A) | Absteiger aus der Oberliga Nord 1991/92                   |
| (N) | Aufsteiger aus der Landesliga Schleswig-Holstein 1991/92  |